# Ochropleura spinosa
Ochropleura spinosa là một loài bướm đêm trong họ Noctuidae.